# Blooming Grove (Nueva York)
Blooming Grove es un pueblo ubicado en el condado de Orange en el estado estadounidense de Nueva York. En el año 2000 tenía una población de 17,351 habitantes y una densidad poblacional de 192.5 personas por km².

## Geografía
Blooming Grove se encuentra ubicado en las coordenadas 41°24′33″N 74°11′43″O / 41.40917, -74.19528. Según la Oficina del Censo, la ciudad tiene un área total de 91,5 km² (35,3 mi²), de la cual 90,2 km² (34,8 mi²) es tierra y 1,3 km² (0,5 mi²) (1.42%) es agua.

## Demografía
Según la Oficina del Censo en 2000 los ingresos medios por hogar en la localidad eran de $66,040, y los ingresos medios por familia eran $74,428. Los hombres tenían unos ingresos medios de $51,719 frente a los $35,865 para las mujeres. La renta per cápita para la localidad era de $25,097. Alrededor del 3.9% de la población estaban por debajo del umbral de pobreza.